# 帕氏擬新鰻鯰
帕氏擬新鰻鯰（學名：Neosiluroides cooperensis）為輻鰭魚綱鯰形目鰻鯰科的其中一種，分布於澳洲Cooper河流域，體長可達46公分，棲息在泥底質、水質混濁的溪流，為底棲性魚類，屬肉食性，以甲殼類及腹足類為食。